# Gyraulus albidus
Gyraulus albidus is een slakkensoort uit de familie van de Planorbidae. De wetenschappelijke naam van de soort is voor het eerst geldig gepubliceerd in 1953 door Radoman.